# Casillas (Murcia)
Casillas es una pedanía perteneciente al municipio de Murcia, en la Región de Murcia.

## Localización
Situada al Nordeste del término municipal de Murcia, a unos 37 m de altitud sobre el nivel del mar, y en torno a los 4,5 km de la capital municipal, la actual pedanía de Casillas cuenta con una superficie aproximada de 2,488 km², siendo limítrofe con las siguientes pedanías al Norte Monteagudo, al Este Llano de Brujas, al Sur Puente Tocinos y al Oeste Zarandona.

## Historia
Como ocurre con la mayor parte de pedanías que rodean la capital de Murcia, las referencias históricas de Casillas comienzan muy pronto, en documentos del siglo XIII, durante los repartimientos de tierras efectuados por la Monarquía de Alfonso X tras la reconquista del territorio a los musulmanes.
La repoblación comenzó en 1272, principalmente con nuevos vecinos llegados desde Aragón, Cataluña, Valencia o Mallorca. Entre los adjudicatarios de tierras habría profesionales y artesanos de todo tipo pero los nombres más relevantes corresponden a cargos administrativos de relevancia y caballeros como Rodrigo Ordóñez, Pedro Fernández de Peñaflor o Sancho Martínez de Baeza, señores a los que había que recompensar por su contribución a la reconquista cristiana.

### Ermita de Buendía
El siglo XV constituye un punto de inflexión para la historia de la localidad ya que en esta época se construye la ermita, perteneciente al Mayorazgo de los Condes de Buendía, por lo que el topónimo de Ermita de Buendía iría desde entonces unido al de Casillas.
A raíz de una modificación en la anchura de la senda que conducía a la localidad, en 1849, se modificaría nuevamente el nombre del pueblo, pasando a conocerse como Senda de Casillas.
Durante este siglo XIX, Casillas estaba englobada en la vecina pedanía de Puente Tocinos, que se consideraba diputación o partido rural. No sería hasta 1976 cuando Casillas quedara como pedanía independiente con Alcalde pedáneo, englobando los parajes de La Cruz, La Gloria y Los Sánchez.

## Límites
Limita con las pedanías murcianas:
- al norte: Monteagudo
- al este: Llano de Brujas
- al sur: Puente Tocinos
- al oeste: Zarandona

## Toponimia
Ya en el siglo XIII existen referencias documentales a un lugar conocido como Casiellas, Casellas o Caziellas, topónimos todos que sin duda se refieren a esta misma localidad, repoblada con aragoneses, catalanes y valencianos tras la reconquista del territorio a los nazaríes.

## Administración
En cuanto a la organización política de la pedanía, pertenece administrativa y políticamente al ayuntamiento de Murcia y posee una junta municipal como ámbito descentralizado, donde se gestionan las infraestructuras básicas. La corporación de la junta en 2012 está integrada por el Partido Popular (actualmente en el Gobierno) y el Partido Socialista Obrero Español (en la oposición).

## Núcleos de población
Sus núcleos de población son Camino Viejo de Casillas, Casillas, La Cruz y La Gloria. También existe una importante población diseminada (1566 habitantes).

## Patrimonio
El patrimonio de la localidad incluye diversas piezas de Salzillo que se añaden a la riqueza artística de los templos del entorno de la huerta murciana. Hay que añadir a las expresiones de arte más clásicas, el popular belén móvil de Casillas que ha llegado a cruzar las fronteras provinciales.

## Economía
La estructura económica de Casillas refleja parámetros similares al resto de las pedanías huertanas que la circundan. La actividad agrícola mantuvo una importancia fundamental en el pasado, pero desde finales del siglo XX se encuentra en franco retroceso. Los sectores económicos más importantes son el industrial y el de servicios, que se reparten los mayores contingentes de activos.
Destacan la presencia de industrias de decoración, carrozas, etc. de donde sale todos los años la sardina gigante que posteriormente se le prende fuego en las fiestas de primavera (zigurat). También destacan industrias como Mahessa, destinada al sector de la maquinaria, y Orenes, destinada al sector de las máquinas recreativas.

### Agricultura
Antiguamente, la agricultura era la fuente económica principal de las familias de la huerta de Casillas.
En ella proliferaban gran variedad de cultivos entre los que predominaban las plantaciones de menta, por su relación con la industria del licor de menta, y té. La segunda sigue existiendo, pero las ramas de menta ya no brotan en los campos de la pedanía.
Limoneros, naranjos, patatas, lechuga, alfalfa y col, entre otros, eran cultivos que abundaban y que están desapareciendo desde finales del siglo XX .

## Tradiciones y fiestas
Casillas, denominada «la cuna del belén», al igual que la vecina pedanía de Puente Tocinos, cuenta con una tradición de artesanos del belén. En la pedanía se encuentra instalado uno de los belenes con más tradición de la Navidad murciana, el cual consiguió gran popularidad al tratarse de un belén móvil, gracias al esfuerzo y el trabajo de Vicente Sánchez y un nutrido grupo de colaboradores. El belén se creó en la década de 1980 y en los últimos años de la década del 2000 se ubicó en los salones parroquiales de la pedanía.
También tenía una importante fiesta que se celebraba todos los años a comedio de junio, con motivo de la festividad del patrón de la localidad: el Sagrado Corazón de Jesús, que consiste en unas fiestas religiosas pero con un apartado cívico. En el apartado religioso se trata de una semana de culto al patrón y al finalizar las fiestas se realiza una procesión por las calles de la pedanía y un gran castillo de fuegos artificiales. En el apartado cívico se trata de unas fiestas de grandes verbenas, con conciertos de orquestas, gincanas, su tradicional cucaña, vuelta ciclista al pueblo, cenas frías y feria. Posteriormente a la procesión del patrón hay un gran desfile de carrozas que recorre de punta a punta la pedanía. Las carrozas suelen estar compuestas por comparsas de carnaval, de comedia, de jóvenes, las distintas carrozas de las tres reinas de las fiestas y carrozas al estilo de las Fiestas de Primavera de la capital, contando con numerosas carrozas del entierro de la sardina. Tras muchos años de problemas económicos con la organización en agosto, se decidió en pleno de la alcaldía con todos los miembros de los partidos políticos, asociaciones, y organismos religiosos el traslado de las fiestas patronales al citado mes de junio, a pesar de la indignación de los vecinos, provocando el desinterés por esta fiesta al celebrarse en su fecha tradicional.
La pedanía también cuenta con una pequeña fiesta religiosa en mayo en honor a su segunda patrona, la Virgen de la Purísima, saliendo en procesión hacia La Cruz de Casillas, realizándose un encuentro con la cruz y posteriormente los peregrinos se refugian en el bajo, habilitado, normalmente, en la casa de un vecino, donde se instala un altar donde se reza. Cada noche suele hacerse un refrigerio y al finalizar las fiestas un se lanza un castillo de fuegos artificiales.
Por otro lado, la Semana Santa de Casillas, con distintos actos como la procesión de las ramas de olivo, y las distintas procesiones de la cofradía del Santísimo Cristo del Perdón cuenta con otras dos procesiones: una el martes santo, la procesión del Santísimo Cristo del Rescate, y otra el Jueves Santo, la procesión del Santísimo Cristo del Perdón, María de los Dolores y San Juan Evangelista. La pedanía cuenta con un gran número de personas afiliadas a la cofradía y en los últimos años de la primera década del siglo XXI la Semana Santa de Casillas ha ganado popularidad gracias a sus esculturas y el control y orden en sus filas.